# Lituya Bay
Die Lituya Bay ist eine Meeresbucht an der nördlichen Pazifikküste in Alaska. 
Sie befindet sich im Glacier-Bay-Nationalpark im Süden des Bundesstaates. Die Bucht hat eine Länge von rund 15 Kilometer und ist etwa 3,2 Kilometer breit. Hohe Gebirgsketten bilden ihre Grenze landeinwärts. Die Lituya Bay wird von drei großen Gletschern gespeist: dem Lituya-Gletscher, dem Cascade-Gletscher und dem North-Crillon-Gletscher. Die Region um die Bucht ist, auch aufgrund des rauen Klimas, nur äußerst spärlich besiedelt; vereinzelt wird der Meeresarm für den Fischfang genutzt. Seine Verbindung zum Pazifik ist durch die Landzunge La Chaussee Spit eingeengt.
Die Lituya Bay wurde aus europäischer Sicht 1786 von Jean-François de La Pérouse entdeckt und kartiert. Durch hohe Gezeitenwellen am engen Eingang zur Bucht verlor er 21 Männer, die sich in zwei Beibooten befanden.
Am 9. Juli 1958 verursachte ein Erdbeben einen Erdrutsch am östlichen Ende (landeinwärts gelegen), bei dem 90 Millionen Tonnen Gestein und Eis in die Bucht stürzten. Diese enorme Menge hatte einen Megatsunami zur Folge. Bis zu einer Höhe von 520 Metern wurden die Bäume am Ufer der Bucht weggespült. Die Welle überrollte die Landzunge zwischen der Bucht und dem Ozean. Zwei Fischer, die zur Zeit des Tsunamis in der Bucht unterwegs waren, starben; ein weiterer Fischer und sein Sohn überlebten. Außer den großen Schäden an der Umwelt, die zum Teil noch heute sichtbar sind, kam es zu keinen weiteren Verlusten, da das Gebiet um die Lituya Bay nicht besiedelt war. Bereits im 19. und 20. Jahrhundert hatten kleinere Erdrutsche an den Gebirgshängen Wellen von über 30 Metern Höhe verursacht.